# Im Himmel, unter der Erde
Im Himmel, unter der Erde ist ein Kino-Dokumentarfilm aus dem Jahr 2011 von Britta Wauer. Er handelt vom Jüdischen Friedhof Berlin-Weißensee. 

## Inhalt
Im Himmel, unter der Erde erzählt Geschichten rund um den Jüdischen Friedhof Berlin-Weißensee, der seit 1880 besteht, seitdem ununterbrochen in Benutzung war und heute der größte jüdische Friedhof Europas ist. Es ist der dritte Friedhof, der von der Jüdischen Gemeinde Berlins angelegt wurde.
Der Film beleuchtet die Veränderungen des Friedhofs im Wandel der Zeit durch Wandel der jüdischen Gemeinde und gibt Einblick in Traditionen, die mit dem Friedhof verknüpft sind. Im Zentrum stehen Menschen, die auf der Suche nach ihrer Familiengeschichte den Friedhof besuchen und auf ihrer Entdeckungsreise durch das Gelände begleitet werden. Große Teile des Films bestehen aus Interviews, unter anderem mit dem Rabbiner William Wolff, aber auch mit Nachbarn und einem den Friedhof bewachenden Polizisten.

## Hintergrund
Britta Wauer suchte mit Hilfe der Zeitschrift aktuell – Zeitschrift für ehemalige Berlinerinnen und Berliner nach Personen, die Dokumente und Informationen über den Friedhof Weißensee besitzen. Sie erhielt Zuschriften aus aller Welt und trug so zahlreiche Geschichten über den Friedhof zusammen. 2010 veröffentlichte sie ein Buch, das anhand von Originaldokumenten und Fotos der Fotografin Amélie Losier die Geschichte des jüdischen Friedhofs auf Deutsch und Englisch erzählt.

## Kritiken
„Ein Dokumentarfilm voller einfühlsamer Gespräche, verblüffenden Rückblenden und unbeschwerter Musik. Aus einem toten Ort wird ein Garten. Zum Trauern, Erinnern und Glücklichsein.“

„„Im Himmel, unter der Erde“ ist ein Friedhofsfilm, wie er lebendiger nicht sein kann. Traurig und lustig.“

„Bisweilen wirken die Bilder in ihrer Schönheit zusammen mit der Musik wie Zeugnisse einer surrealistischen Traumwelt. Hier führt das offensichtliche Anliegen des Filmes, für die Erhaltung des Friedhofes zu werben, ein wenig zu seiner Idealisierung. Dabei geht es jedoch mehr um ein Unterstreichen der Ausstrahlung, die dieser Ort hat, als um eine manipulative Dramaturgie.“

## Auszeichnungen
- Internationale Filmfestspiele Berlin 2011: Panorama-Publikumspreis